# Holden Huff
Holden Huff (21 aprile 1992) è un giocatore di football americano statunitense che gioca come tight end per gli Obic Seagulls.
Dopo aver giocato per la squadra universitaria dei Boise State Broncos ha firmato nel 2018 con i giapponesi Obic Seagulls.